# Naucleeae
Naucleeae es una tribu de plantas perteneciente a la familia Rubiaceae. Contiene aproximadamente 180 especies en 23 géneros. Las especies pertenecientes a Naucleeae se encuentran en Australasia , Asia tropical, Madagascar, África, el Neotrópico y América del Norte.

## Géneros
Según wikispecies
- Adina - Adinauclea - Breonadia - Breonia - Burttdavya - Cephalanthus - Gyrostipula - Haldina - Janotia - Ludekia - Metadina - Mitragyna - Myrmeconauclea - Nauclea - Neolamarckia - Neonauclea - Ochreinauclea - Pausinystalia - Pertusadina - Sarcocephalus - Sinoadina - Uncaria[2]

Según NCBI
- Adina - Adinauclea - Breonadia - Breonia - Burttdavya - Cephalanthus - Corynanthe - Gyrostipula - Haldina - Janotia - Ludekia - Metadina - Mitragyna - Myrmeconauclea - Nauclea - Neolamarckia - Neonauclea - Ochreinauclea - Pausinystalia - Pertusadina - Pseudocinchona - Sarcocephalus - Sinoadina - Uncaria[3]